# 蜂文太
蜂文太（日语：／ Hachi Bunta，9月9日—），日本漫畫家、插畫家。出身於山形縣。A型血。
他有時使用筆名「BIRTHday」，並在兩個名字下都畫了一隻變形的圓形蜜蜂，作為自畫像和簽名的標誌。他於1984年以作品《INDIGESTION》首次亮相。
代表作有《武天的魁斗》、《世界英雄 光龍傳》。

## 概要
《武天的魁斗》在《月刊少年GANGAN》上連載。該作品是以蜂文太的名義出版的第一本書，之後的連載和單行本包括《世界英雄 光龍傳》。
他經常將故事委託給原作者並改編成漫畫，以便吸引廣泛的讀者。其作品類型廣泛，既有《月刊少年GANGAN》和《Fami2 Comic》的《超操縱機器人MG》等兒童雜誌氛圍濃厚的漫畫雜誌，也有《Big Comic Business》等面向職場成年人的漫畫雜誌，此外還以不同的筆名進行創作，這一點後文會進行說明。不過，他在少年漫畫領域較為活躍，主要創作少年漫畫。他參與創作了許多4格漫畫和選集漫畫，也為雜誌創作短篇故事。他經常參與創作超級機器人大戰系列等多部科幻動畫。此外，他也擅長描繪性感的女性角色，並參與創作了美少女角色格鬥遊戲漫畫《女王之刃》的選集。
他也以「BIRTHday」為筆名，運用此風格創作成人漫畫。
他的原創作品通常以科幻為背景，他也運用這種風格進行漫畫以外的動畫製作。
在出版物中稱他為或都是打字錯誤。

## 風格
正如概要中提到的那樣，對女性的描繪非常性感，所描繪的成年女性通常都有大乳房（巨乳）。然而，這些臉孔通常被描繪成童顏和又大又圓的眼睛，乍看之下給人一種萌感。萌系藝術的另一個顯著特徵是作品中加入了超變形的Q版人物。
他擅長創作以格鬥技為主題的漫畫，擅長描繪充滿動感與真實感的打鬥場景。尤其擅長以獨特的手法描繪在戰鬥中受傷的人物，他們的眼瞳完全消失，只露出眼白。
他也偶爾以機甲少女為主題，例如在中，經常描繪身穿盔甲的女性。
他以BIRTHday為名，積極將奇幻和戰鬥主題融入自己的作品中，並將其與成人漫畫融合。

## 其他名義

### BIRTHday名義
BIRTHday這個名字主要用作創作成人漫畫的筆名。
在使用蜂文太這個名字之前，他曾用過這個名字，他在商業雜誌上的處女作是《INDIGESTION 消化不良》（以單行本形式出版時名為《消化不良 -INDIGESTION-》），以BIRTHday的名義發表在雜誌《Lemon People》1984年10月增刊號的《美少女 in Occult House》特刊中。
自1980年代後半以來，他的作品開始在《Lemon People》等雜誌上發表，但等許多作品以及短篇小說至今仍未出單行本。這些未出單行本的作品以及他的部分作品由於已絕版或未計劃再版，如今已難以入手。不過，他參與選集漫畫創作的部分作品可以在DMM.ADULT網站下載。

### 同人活動名義
在為《Lemon People》發表創作的同時，他也透過「Kakripa編輯部」和「Ibon Project」等團體參與同人活動。
在「Kakripa」中，他以BIRTHday的筆名參加了同人圈，並發表了的外傳作品，也在「Ibon」中發表了。不過，她在「Ibon」中參加同人圈時並沒有使用固定的筆名，每次參加都會更換筆名，就像用完即棄一樣。

## 作品列表
兩種筆名的單獨名義作品目前大多已經絕版，因此入手非常困難。

### 蜂文太作品列表

#### 單獨名義作品
- 武天的魁斗（日语：武天のカイト）
  - 史克威爾艾尼克斯刊（全3冊）／原作：鈴木俊介 《月刊少年GANGAN》

  1. 〈GANGAN COMICS〉，1993年10月發行（ISBN 4-87025-061-6）
  2. 〈GANGAN COMICS〉，1994年3月發行（ISBN 4-87025-078-0）
  3. 〈GANGAN COMICS〉，1994年5月發行（ISBN 4-87025-084-5）
- 世界英雄 光龍傳（日语：ワールドヒーローズ 光龍伝）
  - 光文社刊（全3冊） 《少年王》

  1. 〈少年王COMICS〉，1995年6月發行（ISBN 4-334-80271-0）
  2. 〈少年王COMICS〉，1996年4月發行（ISBN 4-334-80318-0）
  3. 〈少年王COMICS〉，1997年4月發行（ISBN 4-334-80368-7）
- - 大都社（日语：大都社）刊
  - 全1冊，〈Daito COMICS〉，2002年2月發行（ISBN 4-88653-447-3）
- - 小學館刊／監修：長嶋修
  - 全1冊，〈Big comic books〉，2002年12月發行（ISBN 4-09-371210-7）

#### 選集漫畫
- 光文社
  - Another Century's Episode（ISBN 978-4-334-80620-0）
  - 超級機器人大戰GC（日语：スーパーロボット大戦GC） 4格搞笑大戰（ISBN 978-4-334-80617-0）
- 雙葉社
  - 機動戰士鋼彈 基連的野望 吉翁的系譜（日语：機動戦士ガンダム ギレンの野望） 4格戰線（ISBN 4-575-93706-1）
  - 心跳魔女神判！ 4格王國（ISBN 978-4-575-94128-9）
- 一迅社
  - 勇者王我王凱牙 FINAL 漫畫選集（ISBN 4-7580-0133-2）
  - 機動戰士鋼彈 基連的野望（日语：機動戦士ガンダム ギレンの野望） 4格KINGS（ISBN 4-921066-06-X）
- 宙出版（日语：宙出版）
  - 超級機器人大戰α for dreamcast（ISBN 4-87287-571-0）
  - 夢幻之星Online Ver.2（ISBN 4-87287-542-7）
- HobbyJAPAN（日语：ホビージャパン）
  - 女王之刃漫畫選集2（ISBN 978-4-89425-578-4）
  - 女王之刃漫畫選集4（ISBN 978-4-89425-669-9）

- 備註

除此之外，他也參與了多部選集漫畫的創作。並為其他出版社創作，如ASCII、一迅社、enterbrain、宙出版、學研、勁文社、萬代、雙葉社、Movic、Media Factory、WANIMAGAZINE社。
此外，他的非連載作品還包括在《GAMEST》（新聲社）上連載的《Metal Freaks》，在《Big Comic Business》（小學館）上連載的非虛構漫畫和邀請原案者合作的經濟漫畫，以及在《Fami2 Comic》（enterbrain）上連載的《超操縱機器人MG》，以及在《丸勝Super Famicom》（角川書店）、《Action Pizazz》（雙葉社）、《Cyber Comics》（萬代）、《Young Hip》（WANIMAGAZINE社）等雜誌上刊載。他還參與了小學館旗下的自費出版漫畫製作服務「Comic Communication」，並為Chararina繪製角色插圖。

#### 動畫
- 進化戰記—設計協力[注 1]

#### 其它
- 我要成為世界最強偶像（夏木きよひと，《Comic Earth Star》連載）—演出協力

### BIRTHday作品列表

#### 單獨名義作品
- - 久保書店（日语：久保書店）刊（1990年5月 ISBN 4-7659-0263-3）
- 〈上〉
  - 久保書店刊（1994年4月 ISBN 4-7659-0359-1）
- BIRTHDAY PRESENT（日语：BIRTHDAY PRESENT）
  - 宙出版（日语：宙出版）刊（2005年3月24日 ISBN 4-7767-1576-7）

#### 選集漫畫
以下由出版的選集漫畫可在DMM.ADULT下載。
- 刊
  - 秘密花園（2002年3月 ISBN 4-8704-2377-4）
  - 護士的蜜戲（2002年5月 ISBN 4-87042-378-2）
  - 天使的下唇（2002年7月 ISBN 4-87042-379-0）
  - 甜蜜之館（2002年9月 ISBN 4-87042-380-4）
- 宙出版（日语：宙出版）刊
  - 妖獸戰記 辱（2004年11月 ISBN 4-7767-9069-6）

### 同人活動作品列表
透過同人活動發表的作品被轉載到商業選集漫畫中。
- Fusion Product（日语：ふゅーじょんぷろだくと）刊
  - 美少女症候群3（1986年4月 ISBN 4-89393-141-5）
  - 美少女症候群4（1986年11月 ISBN 4-89393-143-1）
  - 美少女症候群5（1987年6月 ISBN 4-89393-144-X）
- 白夜書房（日语：白夜書房）刊
  -  4（1988年6月 ISBN 4-893671-08-1）
- JIGEN刊
  -  2（1989年11月 ISBN 4-938343-01-0）

## 相關人物
主要是原作者、原案者。
- 夏—等作品原作者
- 本多拓彌（ほんだたくや）—、等作品原作者
- 鈴木俊介（すずきしゅんすけ）—原作者
- 中島茂信（なかじましげのぶ）—等作品原案者
- 長修—監修

## 腳註

## 相關項目
- 少年漫畫
- 青年漫畫
- 格鬥漫畫（日语：格闘漫画）
- 搞笑漫畫（日语：ギャグ漫画）
- 科幻漫畫
- 4格漫畫
- 學習漫畫（日语：学習漫画）
- 經濟漫畫
- 成人漫畫